# Pseudomugil tenellus
Pseudomugil tenellus är en fiskart som beskrevs av Taylor, 1964. Pseudomugil tenellus ingår i släktet Pseudomugil och familjen Pseudomugilidae. Inga underarter finns listade i Catalogue of Life.